# Badische Neueste Nachrichten
Badische Neueste Nachrichten (BNN) ist der Name der einzigen gedruckten regionalen Tageszeitung im Stadt- und Landkreis Karlsruhe. Sie erscheint auch mit Lokalausgaben im Landkreis Rastatt, im Stadtkreis Baden-Baden, im Ortenaukreis, im Stadtkreis Pforzheim und im Enzkreis. In den Mantel- und Lokalredaktionen der Tageszeitung arbeiten rund 90 Redakteure. Die verkaufte Auflage beträgt 88.846 Exemplare, ein Minus von 45,2 Prozent seit 1998.
Die BNN erscheint seit 1946 und ist im Besitz der Familie Baur. Sie gehört einer Stiftung, die nach dem Zeitungsgründer Wilhelm Baur benannt ist und 1994 gegründet wurde. Die Stiftung vereinte die meisten Anteile an der Zeitung von Baurs Nachfolgern Hans Wilhelm Baur und seiner Frau Brunhilde Baur und soll die Unabhängigkeit des Blattes garantieren. Die Ausschüttungsbeträge fließen vielfältigen sozialen Einrichtungen zu. Herzstück der Stiftungsarbeit ist das nach der 2004 verstorbenen Verlegerin Brunhilde Baur benannte Mehrgenerationenhaus.
Die Zeitung erscheint nur werktäglich. An Sonntagen ließ der Verlag vom 12. Juli 1998 bis zum 29. November 2020 die in ähnlichem Stil gehaltene, kostenlose Zeitung Der Sonntag mit einer Auflage von nach eigenen Angaben ca. 230.000 Exemplaren an alle Haushalte in Karlsruhe und dessen Vororten sowie an Abonnenten der mittelbadischen Lokalausgaben verteilen.
Zeitgleich mit dem Sonntag wurde 2020 der Der Kurier eingestellt und statt dieser beiden wurde ab dem 4./5. Dezember 2020 unter dem Namen Badische Woche ein gemeinsames Nachfolgeblatt herausgebracht, das u. a., wie zuvor Der Kurier, im Stadtgebiet das Amtsblatt StadtZeitung Karlsruhe enthält.
Seit 2013 bieten die BNN eine App an, die eine elektronische Version der Printausgabe sowie Aktualisierungen in den Bereichen Politik, Wirtschaft, Sport und Weltgeschehen umfasst. Ein E-Paper gibt es seit dem 1. Oktober 2005.

## Geschichte
Die Badische Neuesten Nachrichten wurde nach dem Zweiten Weltkrieg von den ungleichen Politikern Wilhelm Baur (1895–1973, CDU) und Walter Schwerdtfeger (1901–1979, SPD) gegründet, die schon vor der Nazi-Zeit journalistisch tätig gewesen waren. Wegen ihrer unbedenklichen Handlungen während des Kriegs erhielten sie bereits am 1. März 1946 von der Information Control Division der amerikanischen Besatzungstruppen als einzige die Lizenz zur Herausgabe einer Zeitung in Karlsruhe, wobei in der Lizenz Schwerdtfeger als Chefredakteur und Baur als Personalchef („Business Manager“) ausgewiesen wurde. Am 4. März 1946 erschien die erste Ausgabe der Badischen Neuesten Nachrichten, trotz kurzzeitiger Konkurrenz durch eine links orientierte Karlsruher Rundschau in den 1980er Jahren ist sie in der konservativen Stadt bis heute die einzige Tageszeitung Karlsruhes geblieben. Am 1. April 1946 wurde der Verlagssitz von der Waldstraße in die Karlsruher Lammstraße verlegt. Hier blieb er für vier Jahrzehnte. Bereits 1950 schied Schwerdtfeger, der die Stadt verließ, gegen eine Abfindung aus dem Unternehmen aus und Wilhelm Baur wurde alleiniger Herausgeber und nun auch Chefredakteur der BNN; parallel dazu saß er wie ursprünglich auch sein ehemaliger Kollege durchgängig im Karlsruher Stadtrat. 1972 wurde die Druckerei aus Platzgründen aus der Innenstadt nach Neureut verlegt, das erst drei Jahre später Stadtteil von Karlsruhe wurde. Nach dem Tod Baurs 1973 erbte sein Neffe Hans Wilhelm Baur (1926–2015) die Zeitung als Verleger, wobei auch seine Frau Brunhilde (1935–2004) eine führende Rolle als Geschäftsführerin und Verlegerin einnahm. Zusammen mit ihr brachte er 1994 den Besitz an der Zeitung in die Wilhelm-Baur-Stiftung ein. Ein neues Verwaltungsgebäude entstand 1986 in Neureut. Auch Redaktion und die übrigen Verlagsabteilungen zogen nun aus der Lammstraße nach Neureut um. Baurs Neffe Klaus Michael Willimek wurde 2000 Chefredakteur. Nach dem Tod von Brunhilde Baur im Herbst 2004 wurde er zusätzlich Herausgeber und Geschäftsführer und nahm durch Adoption den Namen Baur an, um ihn fortzuführen. Im Dezember 2015 gab die Zeitung bekannt, dass er nach dem Tod Hans Wilhelm Baurs im Januar des Jahres nun auch dessen Nachfolge als Verleger angetreten hat.
Für Schlagzeilen sorgte 1993 die Reaktion auf eine Kritik des BNN-Mitarbeiters Thomas Rübenacker an einem von Justus Frantz dirigierten Freiluftkonzert in Bruchsal. Während der Bruchsaler Lokalteil der BNN das Open-air-Konzert mit Justus Frantz in den höchsten Tönen lobte, sprach Rübenacker im Karlsruher BNN-Feuilleton von einer „Justus-Frantz-Hitparade“, geradezu einem „Fiasko“, „vorgekauten eingespeichelten Klängen“ und Darbietungen u. a. von „ausgebleichtem, weichgespültem Schmusemozart“. Zuschauer und Lokalpolitiker wie der Bruchsaler Oberbürgermeister Bernd Doll protestierten. Die BNN druckte umgehend mehrere konzertbegeisterte Leserbriefe und eine Entschuldigung des Verlags und der Redaktion ab; Rübenacker wurde entlassen. Überregional bekannt wurden die Badischen Neuesten Nachrichten durch die Enthüllung des Steuerfalls Peter Graf. Am 12. Juli 1995 berichtete die Zeitung unter der Überschrift „Steuerfahndung im Haus von Steffi Graf“ über die großangelegte Durchsuchungsaktion, die bis zu diesem Zeitpunkt von den Behörden geheim gehalten worden war. Die Aktion hatte bereits am 23. Mai unmittelbar vor den French Open stattgefunden.
Nachdem eine Redakteurin der Badischen Neuesten Nachrichten 2005 als eine der ersten in Deutschland kritisch über die Arbeitsbedingungen bei Lidl berichtet hatte, kündigte der Zeitungs-Verlag das Arbeitsverhältnis mit seiner Mitarbeiterin. Dieser Schritt wurde zunächst mit dem Tendenzschutz begründet. Tatsächlich hatte Lidl die Geschäftsführung des Verlags einbestellt und mit Hinweis auf die zweimal pro Woche geschalteten großflächigen Anzeigen Druck ausgeübt. Die Chefredaktion bestand stattdessen darauf, „aus freien Stücken“ in die Lidl-Zentrale nach Neckarsulm gefahren zu sein. Nach Recherchen des Südwestrundfunks zählt Lidl zu den größten Kunden der Zeitung. Pro Jahr wurden bis dahin angeblich Anzeigen im Wert von 1,4 Millionen Euro gebucht. Die Redakteurin der Tageszeitung war unter der Überschrift „Handarbeit bei bis zu 24 Grad minus“ auf das „Schwarzbuch Lidl“ eingegangen. Darin wird Lidls Erfolg vor allem „mit den schlechten Arbeitsbedingungen“ begründet. Nach öffentlichem Druck wurde die Kündigung später rückgängig gemacht. Der Verleger kam damit auch einer öffentlichen Rüge des Presserats wegen Verstoßes gegen den Pressekodex zuvor.
Im Mai 2021 übernahm die BNN Badendruck GmbH 24 Prozent der Anteile der Unternehmensgruppe Badisches Tagblatt. Die Fusion beider Zeitungen wurde im Juli beendet, seitdem ersetzt das auflagenstärkere Badisches Tagblatt die Regionalausgabe „Mittelbaden“ der BNN.

## Zeitung
Die Redaktion greift im BNN-Mutterhaus in Karlsruhe auf die Dienste der Nachrichtenagenturen Deutsche Presse-Agentur (dpa), Sport-Informations-Dienst (sid) und Agence France-Presse (AFP) zurück. Gemeinsam mit anderen bundesdeutschen Tageszeitungen verfügen die Badischen Neuesten Nachrichten über ein Korrespondentennetz in Europa und der Welt. Aus der Bundeshauptstadt Berlin berichten zwei Korrespondenten, in der Landeshauptstadt Stuttgart unterhält die Zeitung ein Korrespondentenbüro. Die Zeitung erscheint montags mit zwei Sportpaketen für den weltweiten bzw. lokalen Sport. Donnerstags geben Sonderseiten Veranstaltungstipps für das kommende Wochenende. Samstags werden die BNN-Beilagen „Fächer“ und „Reise-Fächer“ ausgeliefert.
In Konkurrenz steht die BNN im Enzkreis mit der Pforzheimer Zeitung (in Pforzheim führend), mit der Rheinpfalz im südlichen Landkreis Germersheim, mit dem Offenburger Tageblatt in der Ortenau sowie auch mit der reinen Online-Tageszeitung ka-news. In der Stadt Karlsruhe und Umgebung hat die BNN auf dem Print-Markt lokaler Tageszeitungen seit Jahrzehnten ein faktisches Monopol, was ihr den ironischen Beinamen „Monopolzeitung“ einbringt und in der Region vereinzelt zum Erfolg gefragter Internet-Blogs geführt hat, die die Zeitung für ihr konservatives Profil und eine starke Nähe zur CDU kritisieren.

## Auflage
Die Badischen Neuesten Nachrichten haben wie die meisten deutschen Tageszeitungen in den vergangenen Jahren an Auflage eingebüßt. Sie beträgt 88.846 Exemplare. Der Anteil der Abonnements an der verkauften Auflage liegt bei 92,3 Prozent.
| 1998   | 1999   | 2000   | 2001   | 2002   | 2003   | 2004   | 2005   | 2006   | 2007   | 2008   | 2009   | 2010   | 2011   | 2012   | 2013   | 2014   | 2015   | 2016   | 2017   | 2018   | 2019   | 2020   | 2021   | 2022  | 2023 | 2024 |
| ------ | ------ | ------ | ------ | ------ | ------ | ------ | ------ | ------ | ------ | ------ | ------ | ------ | ------ | ------ | ------ | ------ | ------ | ------ | ------ | ------ | ------ | ------ | ------ | ----- | ---- | ---- |
| 162120 | 160582 | 158053 | 156008 | 153269 | 151378 | 147976 | 145905 | 142903 | 139898 | 136601 | 134233 | 131432 | 128494 | 130825 | 128398 | 125323 | 123002 | 120391 | 117062 | 113001 | 109350 | 107400 | 104639 | 99326 |      |      |

## Technik
Am 11. März 2012 wurde das handlichere Rheinische Format (350 mm × 510 mm) eingeführt. Innerhalb von 40 Stunden wurde die Umstellung auf die neue KBA-Druckstraße vorgenommen.
Die BNN werden vierfarbig auf einer Commander CT aus dem Haus des Würzburger Maschinenherstellers König und Bauer (KBA) gedruckt. Die 30 Meter lange und 670 Tonnen schwere Anlage wurde im März 2012 in Betrieb genommen. Die Versandanlage der Firma Ferag, die 2013 in Dienst gestellt wurde, gilt als eine der modernsten in Deutschland.

## Ausgaben
Die Tageszeitung hat neun Lokalausgaben. Der Mantel dieser Ausgaben ist identisch. Lokalredaktionen gestalten vor Ort jeweils einen eigenständigen Lokalteil. Die Lokalausgaben erscheinen in folgenden Städten und Regionen:
- Baden-Baden
- Bretten, unter dem Titel „Brettener Nachrichten“
- Bruchsal, unter dem Titel „Bruchsaler Rundschau“
- Bühl, Achern, unter dem Titel „Acher- und Bühler Bote“
- Ettlingen
- Karlsruhe-Land (Hardt)
- Karlsruhe-Stadt
- Pforzheim, unter dem Titel „Pforzheimer Kurier“
- Rastatt/Gaggenau unter dem Titel „Badisches Tagblatt“

## Chefredakteure
- 1946 bis 1950: Walter Schwerdtfeger[4][5]
- 1950 bis 1973: Wilhelm Baur[3]
- 1988 bis 1994: Edwin Kraus[22]
- 1994 bis 2000: Gottfried Capell
- seit 2000: Klaus Michael Baur (ehemals Willimek)

## Verlagsaktivitäten
Seit 1993 organisieren die Badischen Neuesten Nachrichten um die Weihnachtszeit die Spendenaktion „Wir helfen“. Seit 2013 haben die Badischen Neuesten Nachrichten zwei eigene Bücher herausgegeben, die auf beliebte Serien gründen. „50 BNN-Wandertipps“ bieten Tourenvorschläge am Oberrhein, im Schwarzwald, in der Pfalz, durch den Kraichgau und im Elsass. „Im Wildpark unvergessen“ umfasst 50 Porträts von Fußballspielern des Karlsruher SC. Im Oktober 2014 erschien das 60-seitige Magazin „Baden 1914–1918“, in dem der Erste Weltkrieg in 50 Beiträgen aus einer strikt badischen Perspektive beschrieben wird. Das Magazin entstand in Zusammenarbeit mit dem Generallandesarchiv Karlsruhe und dem Stadtarchiv Karlsruhe.

## Persönlichkeiten
Bekannte Persönlichkeiten, die bei den BNN gearbeitet haben:
- Frank Elstner, Radio- und Fernsehshowmacher, volontierte bei den BNN.
- Otto Gillen, Kunsthistoriker, Journalist, Essayist und Lyriker, war 25 Jahre lang Feuilletonchef der BNN.